# Хартманис, Юрис
Ю́рис Ха́ртманис (латыш. Juris Hartmanis; 5 июля 1928, Рига — 29 июля 2022) — учёный в области теории вычислительных систем, награждён в 1993 году премией Тьюринга за достижения в исследовании теории сложности вычислений.
Член Национальной инженерной академии США (1989), Национальной академии наук США (2013).

## Биография
Юрис Хартманис родился в семье генерала латвийской армии Мартиньша Хартманиса. В 1940 году его отца арестовали и он умер в тюрьме. В конце Второй мировой войны вдова Мартиньша Хартманиса бежала с детьми за границу, боясь преследования со стороны Советского правительства. Семья поселилась в Германии, где Юрис Хартманис получил диплом по физике в Марбургском университете. Затем он переехал в США и получил в Канзасском университете титул мастера наук по прикладной математике (1951), и доктора философии по математике в Калифорнийском технологическом институте под руководством Роберта Дилворта (англ. Robert Palmer Dilworth) (1955).
Хартманис преподавал в Университете штата Огайо, а также в Корнеллском университете, пока не устроился в исследовательскую лабораторию General Electric в 1958 году. В 1965 году он вернулся в Корнеллский университет, где стал профессором, одним из основателей и первым деканом факультета информатики (один из старейших факультетов информатики в мире).
Юрис Хартманис состоял в Ассоциации вычислительной техники. Вместе с Ричардом Стирнсом был награждён премией Тьюринга за труд «On the computational complexity of algorithms», в котором было представлено множество классов сложности DTIME и доказана теорема об иерархии по времени.

## Награды
- 1993 — Премия Тьюринга вместе с Ричардом Стирнсом «в дань их основополагающим работам, обеспечившим базу теории сложности вычислений»[8]
- 1999 — почётный докторский титул от Канзасского университета (англ. Honorary Doctor of Humane Letters)